# Al-Asifah
Al-Asifah (en árabe: العاصفة‎; al-‘āṣifah, que en español significa la tormenta) era la principal ala armada del partido político palestino Fatah. Estaba dirigida conjuntamente por Yasir Arafat y Khalil al-Wazir.

## Historia
El día del Año Nuevo de 1965, Fatah anunció la formación de su ala militar (denominada la fuerza al-Asifah) en el Comunicado Militar Número 1. Este comunicado informó de los primeros ataques de guerrilla contra Israel y declaró oficialmente el inicio de la lucha armada por la independencia palestina. En aquel momento, Fatah estaba muy lejos de poder mantener una actividad militar continua. Aunque al-Asifah hundía sus raíces en los movimientos de guerrilla palestinos conocidos como Fedayines, contaba con pocos voluntarios entrenados e incluso con menos armas en buen estado.
Su primer intento de ataque tuvo lugar el 31 de diciembre de 1964, pero se vio frustrado cuando los milicianos fueron detenidos por las Fuerzas Armadas del Líbano mientras planeaban derribar una estación de bombeo de la compañía nacional de aguas israelí. La noche siguiente, un segundo comando de al-Asifah se infiltró al sur del Mar de Galilea y colocó una bolsa con explosivos en un canal de agua, aunque nunca llegó a detonar. En sus primeros años, el impacto militar de al-Asifah fue insignificante y sus actividades permanecieron limitadas en alcance y efectividad. A la conclusión de su primer año, al-Asifah afirmó que había realizado más de 110 operaciones en territorio israelí. Sin embargo, fuentes israelíes reducen ese número a tan solo 35 operaciones para el mismo periodo de tiempo.
En general, al-Asifah sólo tuvo un éxito limitado a la hora de encabezar una lucha armada contra Israel. Sus operaciones eran más simbólicas que efectivas, y su impacto fue más psicológico que real. Con el paso del tiempo, la mayoría de las fuerzas de al-Asifah se incorporaron al ala armada de la Organización para la Liberación de Palestina, el denominado Ejército por la Liberación de Palestina. Aunque algunas unidades mantuvieron el nombre de al-Asifah durante los años ochenta y noventa, Fatah finalmente renombró su ala armada como las Brigadas de los Mártires de al-Aqsa tras el estallido de la Segunda Intifada (conocida como Intifada de al-Aqsa) en el año 2000.

## Relaciones con los países árabes
La mayoría de países árabes consideraron las actividades de guerrolla de al-Asifah como aventuras temerarias que podían desencadenar una guerra con Israel. En 1965, el Mando del Ejército del Líbano ordenó que la prensa libanesa dejase de publicar los comunicados y las noticias sobre operaciones de al-Asifah. En enero de 1966, los representantes árabes de la Comisión Mixta del Armisticio exigieron el fin de las actividades de al-Asifah bajo el pretexto de que eran ineficaces y causaban represalias israelíes. Se acordaron medidas para reducir estas incursiones. El rey Huseín I de Jordania trató silenciosa pero enérgicamente de impedir que al-Asifah operase desde territorio jordano. El primer miliciano de al-Asifah muerto en combate fue asesinado por patrullas fronterizas jordanas mientras su unidad volvía de una misión en Israel.
El único país que apoyó la postura de al-Asifah fue Siria. El régimen baazista en el poder en 1966 había adoptado oficialmente la estrategia de la guerra popular de liberación como el único método adecuado para conseguir la liberación de Palestina. Siria se ofreció para alojar la sede de al-Asifah y concedió a sus miembros libertad de movimiento por el país.

## Papel de las mujeres
El liderazgo de al-Asifah comenzó a considerar seriamente la inclusión de mujeres en sus milicias tras la derrota panárabe en la Guerra de Seis Días. Al-Asifah comenzó a reclutar milicianas para las campañas armadas de 1967 y 1968. En 1981, al-Asifah lanzó una campaña general de movilización mediante la cual centenares de jóvenes estudiantes empezaron a ser entrenadas en táctica militar por el grupo. Aun así, pocas de estas mujeres fueron finalmente llamadas para servir en acciones contra Israel. Una vez terminados sus programas de entrenamiento solían ser enviadas de vuelta a casa en lugar de ingresar en las filas de al-Asifah.
Dalal Mughrabi fue una de las más famosas milicianas de al-Asifah. Participó en la masacre de la carretera costera de 1978, en la que un grupo de milicianos de al-Asifah secuestró un autobús, lo que llevó a un enfrentamiento armado con las fuerzas israelíes. Mughrabi murió durante el ataque y ha sido honrada desde entonces como una mártir por la causa palestina y una heroína nacional.